# Santa Maria del Carmelo
Santa Maria del Carmelo, även benämnt Tempietto del Carmelo, Santa Maria del Carmine och Santa Maria del Carmine e del Monte Libano, är ett dekonsekrerat kapell i Rom, helgat åt Jungfru Maria. Det är beläget vid Piazza Costaguti i Rione Sant'Angelo. 

## Historia
År 1759 lät påve Clemens XIII uppföra ett litet kapell vid Piazza Costaguti, i närheten av det dåvarande gettot. Det helgades åt Jungfru Maria till minne av att hon uppenbarade sig för Simon Stock år 1251. År 1825 restaurerades kapellet på bekostnad av Fratellini, en förmögen specerihandlarfamilj som bodde i närheten. Det halvrunda templet, som är inspirerat av portiken till Santa Maria della Pace, har sex toskanska kolonner i travertin. Kapitälen är dekorerade med blomstermotiv. Ursprungligen vördades i kapellet en ikon föreställande Vår Fru av Berget Karmel. I innertaket sitter den Helige Andes duva i stuck.
På kapellets fris står följande inskription från Jesaja 35:2:
Kapellet dekonsekrerades i början av 1900-talet och hyste för en tid en skomakarverkstad, innan det övergavs och förföll. En restaurering företogs åren 2004–2005.